# Rudolf 1. af Tyskland
Rudolf 1. eller Rudolf af Habsburg (1. maj 1218 på slottet Limburg i Breisgau–15. juli 1291 i Speyer) var en tysk fyrste af huset Habsburg, der fra 1273 til 1291 var valgt kejser  af det Tysk-romerske rige (formelt: Romernes konge). Før han blev valgt til konge, var han greve af Habsburg, landgreve af Thurgau og greve af Löwenstein. Rudolf havde en uægte søn, Albrecht af Schenkenberg, som han overdrog sin titel, "Greve af Löwenstein", til, før han selv blev valgt til kejser. 
Rudolf var søn af grev Albrecht 4. af Habsburg og Hedwig af Kiburg. Han var først gift med Gertrud af Hohenberg, efter 1273 kaldet Anna, som døde den 16. februar 1281. Derpå giftede han sig med Elisabeth af Burgund (som døde i 1323). Muligvis stod kejser Frederik 2. af det tysk-romerske rige fadder til Rudolf. 
Rudolfs virke blev allerede anerkendt af samtiden. Han afsluttede den kejserløse tid, besejrede kong Ottokar 2. af Bøhmen, og gennemtvang atter landefred og rigsret i dele af kejserriget. Inden for de muligheder han havde, styrkede han kejserdømmet trods kurfyrsternes fremtrædende stilling. Desuden skabte han grundlaget for sin families magtstilling, og han anses for at være én af de mest populære herskere i middelalderens Tyskland.

| Rudolf 1.Huset HabsburgFødt: 1. maj 1218 Død: 15. juli 1291              |                                                       |                      |
| Titler som regent                                                        |                                                       |                      |
| Foregående: Richard af Cornwall og Alfons 10. af Castilien (som rivaler) | Konge af Tyskland (formelt: Romernes Konge) 1273–1291 | Efterfølgende: Adolf |

- Wikimedia Commons har flere filer relateret til Rudolf 1. af Tyskland